# Закритий ґрунт

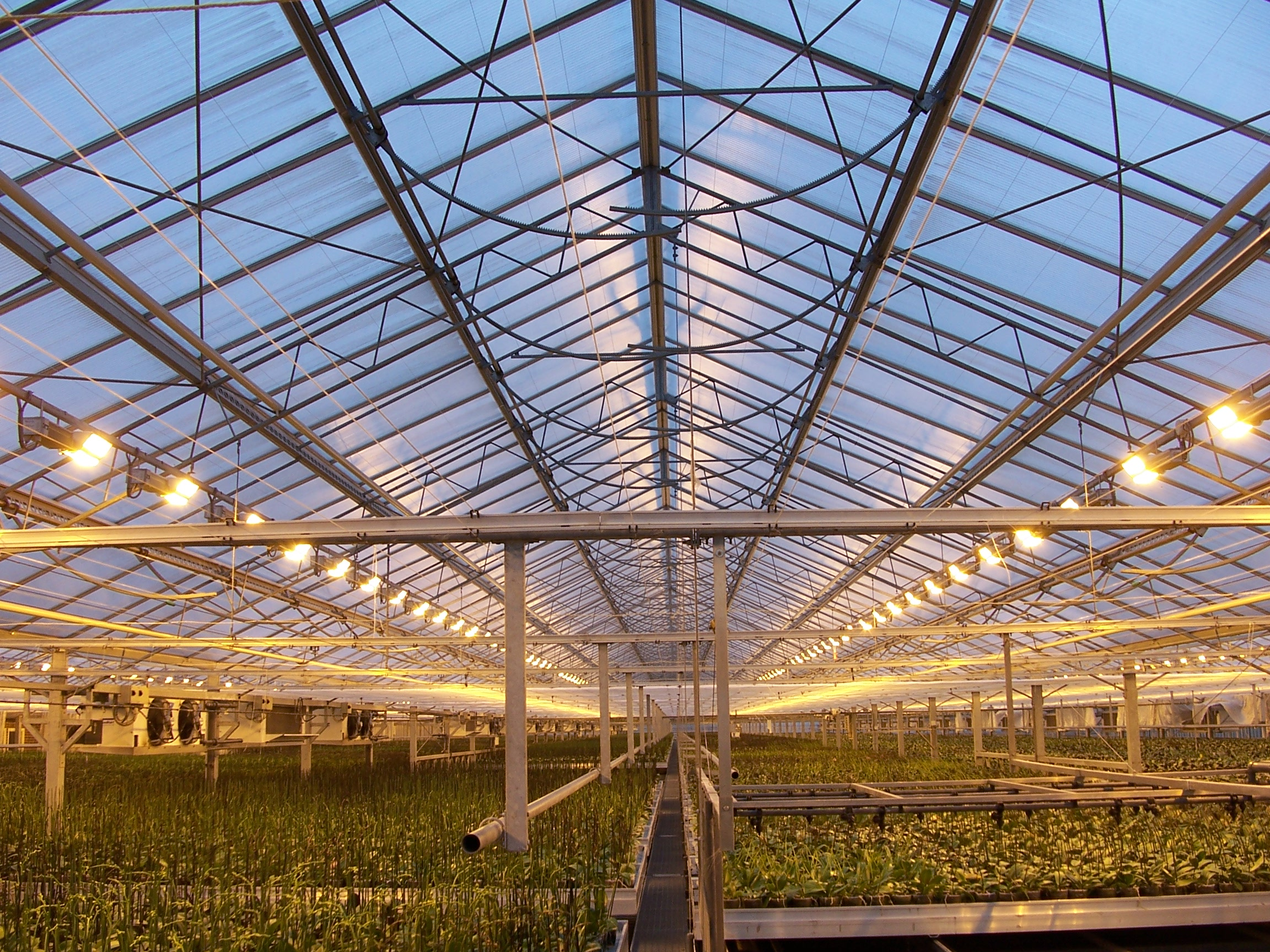
Рослинництво на закритому ґрунті.

Закри́тий ґрунт, (утеплений ґрунт, парники і теплиці) — земельна ділянка з обігрівом верхнього шару ґрунту і обладнанням для тимчасового легкого вкриття сільськогосподарських рослин від заморозків. Застосовується для вирощування розсад, ранніх огірків, помідорів, а також ранніх холодостійких овочевих культур на зелень. Для обігріву ґрунту використовують переважно біопаливо, а також гарячу воду або пару низького тиску. Відомо кілька видів закритого ґрунту: парові грядки, гнойова постіль, парові гребені тощо.